# Ryota Nagaki
Ryota Nagaki (永木 亮太 Nagaki Ryōta?), född 4 juni 1988, är en japansk fotbollsspelare som spelar för Kashima Antlers.
Nagaki debuterade för Japans landslag den 11 november 2016 i en 4–0-vinst över Oman.